# Полібот

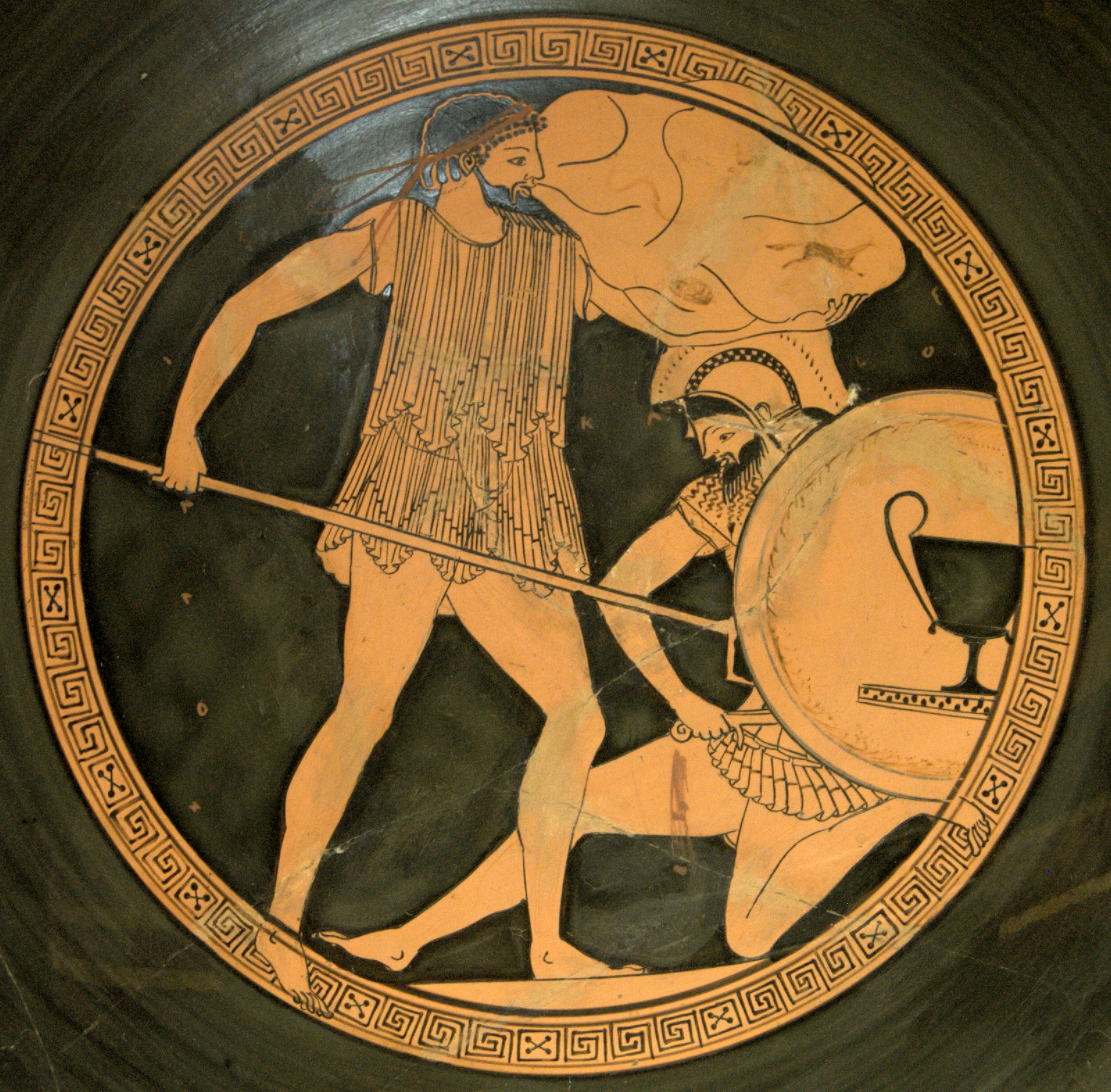
Сцена гігантомахії: Боротьба Посейдона із Поліботом

Полібот (дав.-гр. Πολυβώτης) — в давньогрецькій міфології гігант. Як і інші гіганти, він був сином богині Землі Геї, яка народила їх із крапель крові вбитого Урана, що впитались у землю.
Брав участь у гігантомахії. Під час бою втік на острів Кос, але Посейдон відтяв частину острова і скинув її на гіганта. Так утворився острів Нісірос.